# Server imena
Server imena (енгл. Name Server) je računarski server koji je ekvivalent telefonskom imeniku. On povezuje identifikatore koji su razumljivi čoveku sa identifikatorima koji su razumljivi računaru. Primer servera imena je Sistem Imena Domena (енгл. Domain Name System), skraćeno DNS. Najvažnija funkcija DNS-a je prevođenje ljudima razumljivih (lakih za pamćenje) imena domena i računara, u odgovarajuće numeričke IP (енгл. Internet Protocol) adrese.

## Sistem imena domena
Internet ima dva glavna imenska prostora (енгл. namespace): hijerarhija imena domena i sistem IP adresa. DNS održava imenski prostor domena i obezbeđuje sistem za prevođenje između ova dva imenska prostora. Vrh hijerarhije DNS-a čine koreni serveri imena (енгл. Root name servers) koje održava korporacija ICAAN (Internet Corporation for Assigned Names and Numbers). Ispod korenih, internet resursi su organizovani u hijerarhiju domena, koje održavaju odgovarajući registrati i vlasnici imena domena.

### Autoritativni server imena
Autoritativni server imena je server imena koji daje odgovor na pitanja o imenu servera u određenoj zoni. Samo-autoritativni (енгл. authoritative-only) server imena daje odgovore samo na upite koji se tiču imena domena koji su specijalno konfigurisani od strane administratora. Serveri imena takođe mogu biti konfigurisani tako da daju autoritativne odgovore samo na upite u nekim zonama, dok će se za sve ostale zone ponašati kao keširajući serveri imena (енгл. caching name server).
Autoritativni server imena može biti primarni ili sekundarni server. Primarni server za određenu zonu je server koji čuva konačne verzije svih zapisa u toj zoni. Sekundarni server za određenu zonu koristi mehanizam za automatsku ažuriranje da bi sačuvao identičnu kopiju baze podataka primarnog servera za tu zonu. Primeri takvih mehanizama uključuju DNS zonski prenos I protokole za prenos podataka. DNS obezbeđuje mehanizam kojim primarni server za zonu može da obavesti sve poznate sekundarne servere kada se sadržaj u zoni promenio. Sadržaj zone je ili ručno konfigurisan od strane administratora, ili se održava korišćenjem dinamičkog DNS-a.
Svako ime domena koje se pojavljuje u zoni se obslužuje sa jednim ili vise autoritativnih servera imena. U potpunosti kvalifikovana imena autoritativnih serverskih domena određene zone su navedena u NS zapisu te zone. Ako server za neku zonu, nije autoritativan za svoju roditeljsku zonu, server roditeljske zone mora biti konfigurisan sa delegacijom za zonu.
Kada je domen registrovan u registratu imena domena, administrator zone daje listu imena servera (obično najmanje dva) koji su autoritativni za zonu u kojoj se nalazi domen. Registrat daje imena tih servera u registar domena za najviši nivo domena odgovarajuće zone. Registar domena tada podešava autoritativne servere domena za taj najviši nivo domena, sa delegacijom za svaki server te zone. Ako se puno ime domena bilo kog server imena za tu zonu pojavljuje u toj zoni, administrator zone dodeljuje IP adrese za taj server imena koje su podešene u roditeljskoj zoni kao glu evidencije (енгл. Glue records), u suprotnom, delegaciju čini lista NS zapisa te zone.

### Autoritativni odgovor
Server imena ukazuje da je njegov odgovor autoritativan tako što postavlja bit Autoritativnog odgovora (skraćeno AA) u odgovoru na upit o imenu za koje je nadležan. Serveri imena koji daju odgovor za koji nisu nadležni (na primer, serveri imena za matične zone), ne postavljaju AA bit.

### Rekurzivni upit
Ako server imena ne može da odgovori na upit jer ne sadrži podatak o domaćinu (енгл. host) u bazi podataka, pitanje se prosleđuje serveru imena koji je viši u hijerarhijskoj organizaciji. Ovo je poznato kao rekurzivni upit ili rekurzivno pronalaženje.
U principu, autoritativni serveri imena su dovoljni za rad na Internetu. Međutim, samo sa autoritativnim serverom imena, svaki DNS upit mora početi sa rekurzivnim upitom u zoni korena servera imena i svaki korisnik sistema mora da implementira softver koji omogućava rekurzivni rad.

### Keširajući server imena
Keširajući server imena (енгл. Caching name server), koji se naziva DNS keš, čuva DNS odgovore na upite određeni period vremena (енгл. time-to-live) koji je konfigurisan u svakoj DNS arhivi. Keširanje DNS-a poboljšava efikasnost smanjenjem DNS saobraćaja preko Interneta, a smanjanjem opterećenja na server imena, posebno koren servera imena. Jer keširajući server imena odgovara na pitanja brže, takođe povećava performanse krajnje korisničke aplikacije koja koristi DNS.
Rekurzivni DNS serveri odgovaraju na bilo koje pitanje koje prime, iako to nije njihova nadležnost za postavljeno pitanje, tako što pitanje prosleđuju serveru ili serverima koji su za to pitanje nadležni.
Kerširajući DNS serveri su često rekurzivni DNS serveri, oni obavljaju sve potrebne korake kako bi odgovorili na DNS pitanje koje prime. Da bi se to uradilo server imena vrši uput nad svim autoritativnim serverima imena, počevši od zone korena DNS-a. To se nastavlja sve dok se ne dođe do servera koji je nadležan za zonu koja sadži ime domena upita. Taj server daje odgovor na upit, ili kaže da se definitivno ne može odogovoriti na taj upit, i odgovor se vraća korisniku koji je postavio upit.
Nadležnost, rešavanje i kreširanje funkcije mogu biti prisutni u implementaciji DNS servera, ali to nije neophodno: DNS server može sam da sprovede bilo koju od ovih funkcija, bez implementacije ostalih.
Internet servis provajderi obično obezbeđuju rešavanje keširanja svojim klijentima. Pored toga, mnogi ruteri za kućne mreže rešavaju keširanje da bi poboljšali efikasnost u lokalnoj mreži.
Neki sistemi koriste nscd.

## Microsoft mreža
DNS serveri takođe postoje na nekim Microsoft Windows mrežama, gde domaćin preuzima ulogu NetBIOS-a i nastupa kao NBNS server. Male lokalne računarske mreže na Windows sistemima sahtevaju centralni server imena, i obavljaju odluku o imenima koristeći algotiram za emitovanje (енгл. broadcast algorithm).
The Windows Internet Name Server (skraćeno, WINS) je server imena koji prevodi NetBIOS imena u numeričke adrese.

## Literatura
- Nemeth, Evi; Snyder, Garth; Hein, Trent R. (2006). Linux administration handbook (2 изд.). Addison-Wesley Professional. стр. 504. ISBN 978-0-13-148004-9. Приступљено 14. 2. 2012. „ncsd [...] cache[s] the results of DNS lookups [...] but it also wraps the library routines that access information from the  passwd and group files and their network database equivalents.”